# Farys (poemat)
Farys. Kasyda na cześć emira Tadż-ul-Fechra ułożona, Janowi Kozłow na pamiątkę przypisana – poemat Adama Mickiewicza wydany w 1829 w Petersburgu.
Utwór, napisany w 1828, wpisuje się w romantyczny orientalizm. Mickiewicz użył w tytule terminu kasyda, będącego określeniem gatunku w poezji arabskiej. Poemat jest poświęcony Wacławowi Rzewuskiemu, który w latach 1817–1820 podróżował po Bliskim Wschodzie i otrzymał od Arabów tytuł emira. Iwan Kozłow, adresat wiersza, był rosyjskim poetą romantycznym i tłumaczem Sonetów krymskich.
Egzotyczne realia posłużyły w poemacie do podjęcia wątków uniwersalnych. Farys, arabski jeździec, staje się symbolem bohatera romantycznego – jednostki odważnej, bezkompromisowej, poszukującej tego, co nieznane i groźne, a jednocześnie pozostającej w konflikcie z otaczającym światem. Tekst zawiera nawiązania do folkloru arabskiego, m.in. charakterystyczne cechy bohaterów Baśni tysiąca i jednej nocy jak odwaga, sprawność fizyczna, pokonywanie przeszkód piętrzonych przez złe moce.